# 武田雅治
武田 雅治（たけだ まさはる、1969年8月13日 - ）は、日本のR&Bミュージシャンであり、Skoop On SomebodyのボーカリストTAKEでもある。
身長178cm。血液型O型。大阪府大阪市西区九条出身である。
グループの活動の他、数々のアーティストの楽曲にコーラスなどで参加。また2012年にはミュージカル「RENT」でミュージカル俳優として舞台に立つ。

## 生い立ち
- 父親は開業医（既に閉院、死去）であり、前妻との3人の男兄弟がおり、現在のTAKEの母親と再婚後にTAKEと妹が出生。5人兄妹と猫と犬と共に幼少期を育つ。
- 九条の下町で育ち、小学生の頃にいじめられたことをきっかけに人付き合いについて学び考え、以降、兄の影響などもありヤンチャな少年期を過ごす。
- 中学3年の学園祭で初めてステージに立って人前で歌う。
- 大学受験は音楽活動を猛反対した父親から出された妥協案であり、1浪して近畿大学に入学したが、受かればよかっただけなため履修届けの存在を知らず、学生として数えられておらず、1年ほどで中退し、バンド活動を始める。

## 来歴
〜1994年
- 大学時代、キャンパスで黒人と歩いていたところ、自身のバンドのラッパーを探していたKO-HEYに声をかけられる。（KO-HEYは黒人と仲良くなれると思って声をかけたらしい。）その後、KO-ICHIROのゴスペルバンドと出会う。
- Skoop On Somebodyの前身のバンドであるMood 4 Luvを結成。当時はギター、ベースがいるなど、ロック色が強いバンドで、洋楽のカバーを主にしていた。
- その後、ニューヨークやロスで修行をする。

1995年
- KO-HEY、KO-ICHIROと共にSKOOP結成。

1999年
- 佐藤竹善ソロアルバム『FACT OF LIFE』に参加。

2000年
- バンド名をSkoop On Somebodyに改名。
- ユニットR.A.M.として「逢いたくて 逢いたくて 逢いたくて」に参加。
- 尾藤桃子の「Feva da Diva〜誘惑の太陽〜」に2曲歌詞を提供。

2001年
- 五島良子『Merry-go-round』1曲コーラス参加。
- 鈴木雅之『Tokyo Junction』1曲コーラス参加。
- 郷ひろみ『PERIOD ～この世界のどこかに～』1曲歌詞提供、コーラス参加。

2002年
- JiN「Real Love」歌詞提供、コーラス参加。

2004年
- Tsubaki『cotton voice』の「ヒカリ」にゲストヴォーカル参加。

2006年
- ソロ活動を本格的に開始。カバーアルバム『恋歌〜THE LATEST J-LOVE BALLAD HITS COLLECTION〜』発売、東京、大阪でソロライブを決行。

2007年
- AIDS チャリティ Projectに参加、同グループで「RED RIBBON Spiritual Song 〜生まれ来る子供たちのために〜」をリリース。

2008年
- 村上てつや(ゴスペラーズ)とのユニット「武田と哲也」を結成。

2009年
- つるの剛士『つるのうた』の「WINDING ROAD」に中村あゆみと共にボーカル参加。

2010年
- 舞台『源氏物語×大黒摩季songs〜ボクは、十二単に恋をする〜』にゲストボーカル出演。
- DEEP「未来への扉」カップリング曲「SILVER SNOW」に歌詞提供。

2011年
- 鈴木雅之『DISCOVER JAPAN』収録の「夢の中で会えるでしょう」参加。

2012年
- トークイベント「タケトーク」開催。
- デーモン閣下の『MYTHOLOGY』に「BEYOND THE BLUE -藍のかなたへ-」に楽曲提供、TAKEボーカル参加。

ミュージカル「RENT」のトム・コリンズ役でミュージカル俳優としてデビュー。

## ２０２１年
YouTubeチャンネルを開設21時頃にトーク配信をしていた

## 特徴・エピソード
- 声量あるソウルフルな歌声とゴスペルシンガーのような体格の良さが特徴。
- 忘れ物がひどく、やや天然ボケな部分がある。
- スポーツ全般が大好きで、趣味はサーフィンだが、近年は自ら「丘サーファー」と言っている事もしばしば。しかし仕事の合間を縫って時折波乗りに向かっているらしい。また、近年はボクササイズにハマっており、「ANOTHER LIFE」でコラボレーションしたキマグレンのKUREIと同じジムで仲が良い。
- 父親を凄くリスペクトしていた為、余計に「医者にならないならオヤジを越える何か凄い人にならないといけない」というプレッシャーをずっと感じて育って来たらしい。
- 自宅にテレビが無い。
- 地方公演先で買った携帯電話の充電器がいくつもあるらしい。
- 無理を言って飛行機で一緒に乗ったギターを乗り換えで忘れてしまった事がある。
- 公演先の会場が分からず、別のライブハウスに入ろうとしていた事がある。
- 本人は昨今、自分の天然エピソードをラジオなどでネタにしている。
- 成人式の後に先輩にテキーラを飲まされ、成人式の記憶は何も無いらしい。
- 海老と蟹は好きだが、エビ・カニアレルギーである。
- 初めて人前で歌った中学3年の学園祭でテープを持っている人がいれば買い取るとも語っている。

## 主な出演

### 舞台
- ミュージカル『RENT』（2012年・2015年） - コリンズ 役
- Broadway Musical「The PROM」Produced by 地球ゴージャス（2021年3月10日 - 4月13日、東京・TBS赤坂ACTシアター / 5月9日 - 16日、大阪・フェスティバルホール） - ホーキンス 役

## ディスコグラフィー

### 企画アルバム
1. 恋歌〜THE LATEST J-LOVE BALLAD HITS COLLECTION〜
J-POPの2000年代の曲をカバーしている。